# Izotop

Tři izotopy vodíku – všechny mají jeden proton a jeden elektron, ale zatímco protium je bez neutronů, deuterium má jeden, tritium dva

Izotop je označení pro konkrétní nuklid ze souboru nuklidů jednoho chemického prvku. Jádra atomů izotopů jednoho prvku mají stejný počet protonů, ale mohou mít rozdílný počet neutronů. Mají tedy stejné atomové číslo a rozdílné hmotové číslo a atomovou hmotnost. Název pochází z řecké předpony iso- (stejno-) a topos (místo), protože v periodické tabulce se nacházejí na stejném místě.

## Objev izotopů
Existenci izotopů poprvé v roce 1913 formuloval anglický vědec Frederick Soddy, který též zkoumal radioaktivitu a rozpad atomů radioaktivních prvků. Izotopy popsal jako různé formy atomů určitých prvků, které ale vykazují stejné chemické vlastnosti. Za svou práci v oblasti radioaktivity a izotopů získal v roce 1921 Nobelovu cenu za chemii.

## Charakteristika
Chemické vlastnosti izotopů téhož prvku jsou prakticky totožné; hlavní rozdíl spočívá v tom, že těžší izotopy reagují poněkud pomaleji a vytvářejí pevnější vazby. Tento efekt je nejvýraznější při porovnání lehkého vodíku a deuteria, které je dvakrát těžší. U těžších prvků s větším počtem nukleonů je relativní rozdíl mnohem menší a jeho vliv obvykle zanedbatelný. Např. těžká voda (D2O) se chová jako horší rozpouštědlo než běžná voda, což může mít za důsledek její mírnou toxicitu pro živé organismy.
Fyzikální vlastnosti izotopů se odlišují výrazněji. Kromě jejich hmotnosti a tedy hustoty jejich sloučenin bývá nejčastější odlišností mezi izotopy jejich stálost. Některé izotopy (vzdalující se od ideálního středního poměru počtu neutronů a protonů na kteroukoli stranu) nejsou stabilní a podléhají radioaktivnímu rozpadu. Tyto radioaktivní izotopy jsou buď přirozené, vznikající jadernými reakcemi samovolně, nebo umělé, vznikající v laboratoři. Odlišnosti lze také pozorovat v teplotách tání a varu sloučenin s odlišnými izotopy téhož prvku. Například voda H2O má za normálního tlaku teplotu varu 100 °C, kdežto voda těžká, D2O, má za stejných podmínek kvůli těžší molekule teplotu varu o 1,5 °C vyšší.

## Stabilita izotopů

Graf znázorňující "ostrovy stability" izotopů v závislosti na počtu protonů a neutronů

Stabilita izotopů je dána poměrem protonů a neutronů v jádře. Některé prvky (např. beryllium, fluor nebo sodík) jsou monoizotopické a nevyskytují se ve formě více izotopů. Naopak mezi polyizotopické prvky patří vodík nebo bor, prvkem s největším počtem stabilních izotopů (10) je cín. Stabilita různých nuklidů se někdy vyjadřuje třírozměrným grafem, který se podle svého tvaru často nazývá údolím stability nebo údolím nuklidů.
U lehkých prvků mají nejstabilnější izotopy poměr protonů a neutronů přibližně 1:1, u těžších jader je rovnováha posunuta směrem k neutronům, pravděpodobně aby došlo k vyrovnání odpudivých sil, kterými na sebe větší množství kladně nabitých protonů působí.

## Příklady izotopů

### Izotopy vodíku
- 1H – protium (běžný vodík)
- 2H – deuterium, též označované D
- 3H – tritium, též označované T

### Izotopy uhlíku
- 12C – uhlík-12
- 13C – uhlík-13, využívaný v 13C NMR spektroskopii
- 14C – uhlík-14 (radiouhlík)